# 肉碱3-脱氢酶
肉碱3-脱氢酶（英語：carnitine 3-dehydrogenase，EC 1.1.1.108 （页面存档备份，存于）），是一种以NAD+或NADP+为受体、作用于供体CH-OH基团上的氧化还原酶。这种酶能催化以下酶促反应：
肉碱 + NAD+ {\displaystyle \rightleftharpoons } 3-脱氢肉碱 + NADH + H+
上述反应是L-肉碱生物降解过程的第一步，该反应被用于L-肉碱生产以及量化地鉴定生物体液中L-肉碱的水平。从根瘤菌（Rhizobium sp.）和半透明黄单胞菌（Xanthomonas translucens）细胞中分别提取出的肉碱3-脱氢酶Rs-CDH和Xt-CDH的相对分子质量分别为50kDa和37kDa，它们的初级结构与3-羟酰辅酶A脱氢酶有高度的相似性。